# Albert Hofmann
Albert Hofmann (11 de gener de 1906 – 29 d'abril de 2008) va ser un científic suís conegut per haver estat la primera persona de sintetitzar químicament, ingerir i aprendre sobre els efectes psicodèlics de la dietilamida de l'àcid lisèrgic (LSD). Va ser l'autor de més de 100 articles científics i un gran nombre de llibres, incloent LSD: My Problem Child. Segons la revista Telegraph era, l'any 2007, un dels 100 principals genis vius.

## Biografia
Hofmann nasqué a Baden, als 20 anys començà a estudiar química a la Universitat de Zúric, els seus estudis sobre la quitina comportaren obtenir el grau de doctor el 1930.

### Descobriment del LSD
Hofmann passà a ser empleat del departament de química farmacèutica de la companyia Laboratoris Sandoz (actualment dins Novartis), situada a Basilea i col·laborà amb el professor Jordan Jake, fundador i director d'aquest departament. Hofmann començà estudiant la planta medicinal joliu i el fong Claviceps purpurea com a part d'un programa per purificar i sintetitzar els components actius com a fàrmacs. Mentre cercava els derivats de l'àcid lisèrgic, Hofmann va sintetitzar per primera vegada el LSD el dia 16 de novembre de 1938. La principal intenció d'aquesta síntesi era obtenir un estimulant respiratiu i circulatori (un analèptic) sense efectes sobre l'úter en analogia amb la niketamida (la qual també és una dietilamida) introduint aquesta característica en làcid lisèrgic.
Va ser el 19 d'abril de 1943 quan Hofmann incorporà accidentalment dins del seu cos una petita quantitat de LSD a través de les puntes dels seus dits i va descobrir els seus efectes poderosos, els quals va descriure entre altres coses com estimulants de la imaginació, estar en un estat de somni i percebent imatges fantàstiques molt acolorides i caleidoscòpiques. Aquest estadi li va durar dues hores

### Recerca posterior
Més endavant, Hofmann va descobrir el 4-Acetoxi-DET (4-acetoxi-N,N-dietiitriptamina), que és una triptamina al·lucinògena. Hofmann esdevingué director del departament de productes naturals de la Sandoz i va continuar estudiant substàncies al·lucinògenes com fongs trobats a Mèxic i altres plantes utilitzades pels aborígens. Això el va portar a la síntesi de la psilocibina, l'agent actiu de molts fongs psicodèlics." Hofmann també s'interessà en les llavors de la planta mexicana Rivea corymbosa, (Ololiuhqui). La seva ergina està relacionada amb el LSD.
El 1962, viatjà a Mèxic per estudiar la planta "Ska Maria Pastora" (Salvia divinorum).
Hofmann, poc abans del seu 100 aniversari va dir en una entrevista que el LSD era "medicina per l'ànima" i va dir que estava frustrat perquè el LSD havia estat prohibit.

### Mort
Hofmann morí per causes naturals a Burg im Leimental, prop de Basilea. Tenia 102 anys.